# Râul Ohio
Ohio este un râu situat în partea estică și central estică a Statelor Unite ale Americii. Ohio este afluentul cel mai substanțial al fluviului Mississippi din punct de vedere al volumului de apă cu care contribuie la acesta. Chiar mai mult, la vărsarea sa în Mississippi, la Cairo, Illinois, Ohio are un volul mediu de circa 7.960 m3/s; comparativ cu Mississippi la Thebes,  Illinois, care are "doar" 5,897 m3/s.  Din acest motiv, din punct de vedere strict hidrologic, Ohio River este cel mai important curs de apă al întregului bazin hidrografic al fluviului Mississippi.
Numele Ohio provine din termenul „Oyo”, din limba irocheză, în care însemnă „Fluviul frumos”. Bazinul său de colectare hidrografică se întinde pe teritoriul a 14 state, dar râul propiu-zis se formează la confluența din apropierea orașului Pittsburgh a râurilor Allegheny și Monongahela. După ce străbate o distanță  de 1.579 km, Ohio se varsă în apropierea localității Cairo,  Illinois în fluviul Mississippi.

## Istoric
În timpul colonizării Americii de Nord, râul Ohio a servit drept cale de transport spre vest. În secolul al XIX-lea, în timpul războiului civil american, râul a fost o graniță naturală între statele de nord și cele de sud, fiind prelungirea de vest a liniei Mason-Dixon. Râul este situat în zona de trecere dintre clima umedă subtropicală și clima umedă continentală, de aceea în regiunea lui se poate întâlni floră și faună caracteristice ambelor tipuri de climă.

## Geografie
Râul este format prin confluența lângă Pittsburgh a râurilor Allegheny și Monongahela, în parcul „Point State” statul federal „Pennsylvania”. Este navigabil pe toată lungimea sa. Ohio în cursul superior traversează pe direcția nord-vest comitatele Allegheny și Beaver, face granță între statele federale West Virginia, Ohio și Pennsylvania. Între East Liverpool, Chester și Midland face o cotitură spre sud-vest, alcătuind granița dintre statele West Virginia și Ohio, Ohio și Kentucky, Indiana și Kentucky, cât și Illinois și Kentucky, până la Huntigton păstrează direcția de sud-vest, după care se îndreaptă spre vest-nord-vest ca la Cincinnati să-și schimbe din nou direcția spre vest-sud-vest.

## Afluenții principali
- Allegheny River — Pittsburgh, Pennsylvania
- Monongahela River — Pittsburgh, Pennsylvania
- Chartiers Creek - Pittsburgh, Pennsylvania
- Beaver River — Rochester, Pennsylvania
- Wheeling Creek — Wheeling, West Virginia
- Little Muskingum River — Ohio
- Duck Creek — Ohio
- Muskingum River — Marietta, Ohio
- Little Kanawha River — Parkersburg, West Virginia
- Hocking River — Ohio
- Kanawha River — Point Pleasant, West Virginia
- Guyandotte River — Huntington, West Virginia
- Big Sandy River — la granița dintre  Kentucky si West Virginia
- Scioto River — Portsmouth, Ohio
- Little Miami River — Cincinnati, Ohio
- Licking River — Newport-Covinton, Kentucky
- Great Miami River — la granița dintre Ohio si Indiana
- Salt River — West Point, Kentucky
- Kentucky River — Carrollton, Kentucky
- Green River — Kentucky
- Wabash River — la granița dintre Indiana si Illinois
- Saline River — Illinois
- Cumberland River — Kentucky
- Tennessee River — Paducah, Kentucky
- Cache River — Illinois

## Localități
Localități situate pe cursul lui Ohio:
| - Pennsylvania - Pittsburgh - Ambridge - Monaca - Beaver - Rochester - Shippingport - Aliquippa - Sewickley - McKees Rocks - Stowe - Coraopolis - Ohio - Aberdeen - Bellaire - Belpre - Cincinnati - East Liverpool - Gallipolis - Ironton - Manchester - Marietta - Martins Ferry - Pomeroy - Portsmouth - Ripley - Steubenville | - West Virginia - Weirton - Wheeling - Moundsville - New Martinsville - Paden City - St. Marys - Parkersburg - Ravenswood - Point Pleasant - Huntington - Kenova - Kentucky - Henderson - Ashland - Vanceburg - Maysville - Augusta - Fort Thomas - Newport - Covington - Ludlow - Louisville - Hawesville - Lewisport - Owensboro - Paducah - Warsaw - Ghent - Carrollton | - Indiana - Charlestown - Madison - Jeffersonville - Clarksville - New Albany - Tell City - Cannelton - Evansville - Mount Vernon - Lawrenceburg - Patriot - Rising Sun - Illinois - Cairo - Metropolis - Brookport - Old Shawneetown - Cave-In-Rock - Elizabethtown - Rosiclare - Golconda |